# W̃
Cette page contient des caractères spéciaux ou non latins. S’ils s’affichent mal (▯, ?, etc.), consultez la page d’aide Unicode.
W̃, ou W tilde, est un graphème utilisé comme lettre latine additionnelle dans l’écriture du bassari et du wamey au Sénégal, du gbande au Liberia, du tafi au Ghana, et du tunebo en Colombie, et du moyen haut allemand. Elle est formée de la lettre W diacritée d’un tilde suscrit. Elle représente une semi-voyelle /w/ nasalisée.

## Représentations informatiques
- Unicode :
  - décomposé (latin de base, diacritiques) :

| formes    | représentations | chaînes de caractères | points de code | descriptions                                |
| --------- | --------------- | --------------------- | -------------- | ------------------------------------------- |
| capitale  | W̃               | W◌̃                    | U+0057 U+0303  | lettre majuscule latine w diacritique tilde |
| minuscule | w̃               | w◌̃                    | U+0077 U+0303  | lettre minuscule latine w diacritique tilde |